# Fred Kennedy
Frederick Kennedy, né le 23 octobre 1902 près de Bury et mort le 14 novembre 1963, est un footballeur anglais.

## Biographie
Kennedy, natif de la région de Manchester, fait ses débuts de footballeur à Rossendale United (en), basé dans le Rossendale, un district du Lancashire. Il y est remarqué par Manchester United, club de D2 anglaise, où il signe en 1923. Il entame par la suite une carrière professionnelle à travers l'Angleterre, jouant en D1 à Everton FC de 1925 à 1927, puis à Middlesbrough FC pour sa première saison. En 1928-1929 il remporte avec Middlesbrough la Division 2 anglaise.
Il émigre en France en 1932 et signe au RC Paris, au moment du lancement du championnat de France professionnel. Il y joue quatre saisons (seulement entrecoupées d'une pige avec Blackburn Rovers en D1 anglaise en 1933-1934), s'y imposant comme un joueur majeur. Il y remporte le doublé coupe-championnat en 1936.